# Vallée Honopū

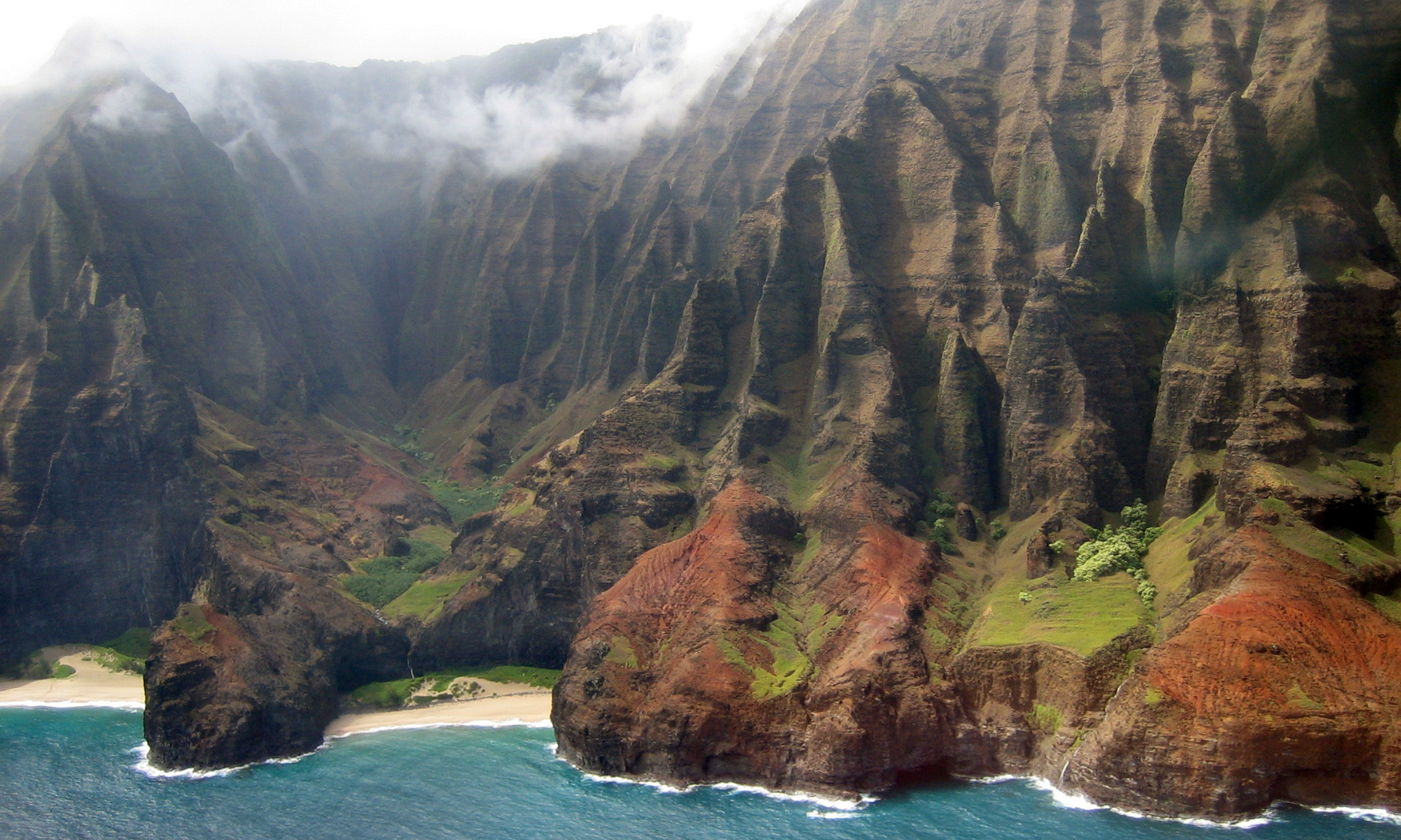
Vallée Honopū.

La vallée Honopū (Honopū signifiant « coquillage ») est une vallée du parc d'État de Na Pali Coast, sur la rive nord-ouest de l'île de Kauai, à Hawaï. Elle est notable pour son arche naturelle de 27 mètres de haut et sa plage peu accessible, Cathedral Beach. Elle est entourée de pali.